# Graffignano
Graffignano är en ort och kommun i provinsen Viterbo i regionen Lazio i Italien. Kommunen hade 2 204 invånare (2018).